# Stabilator

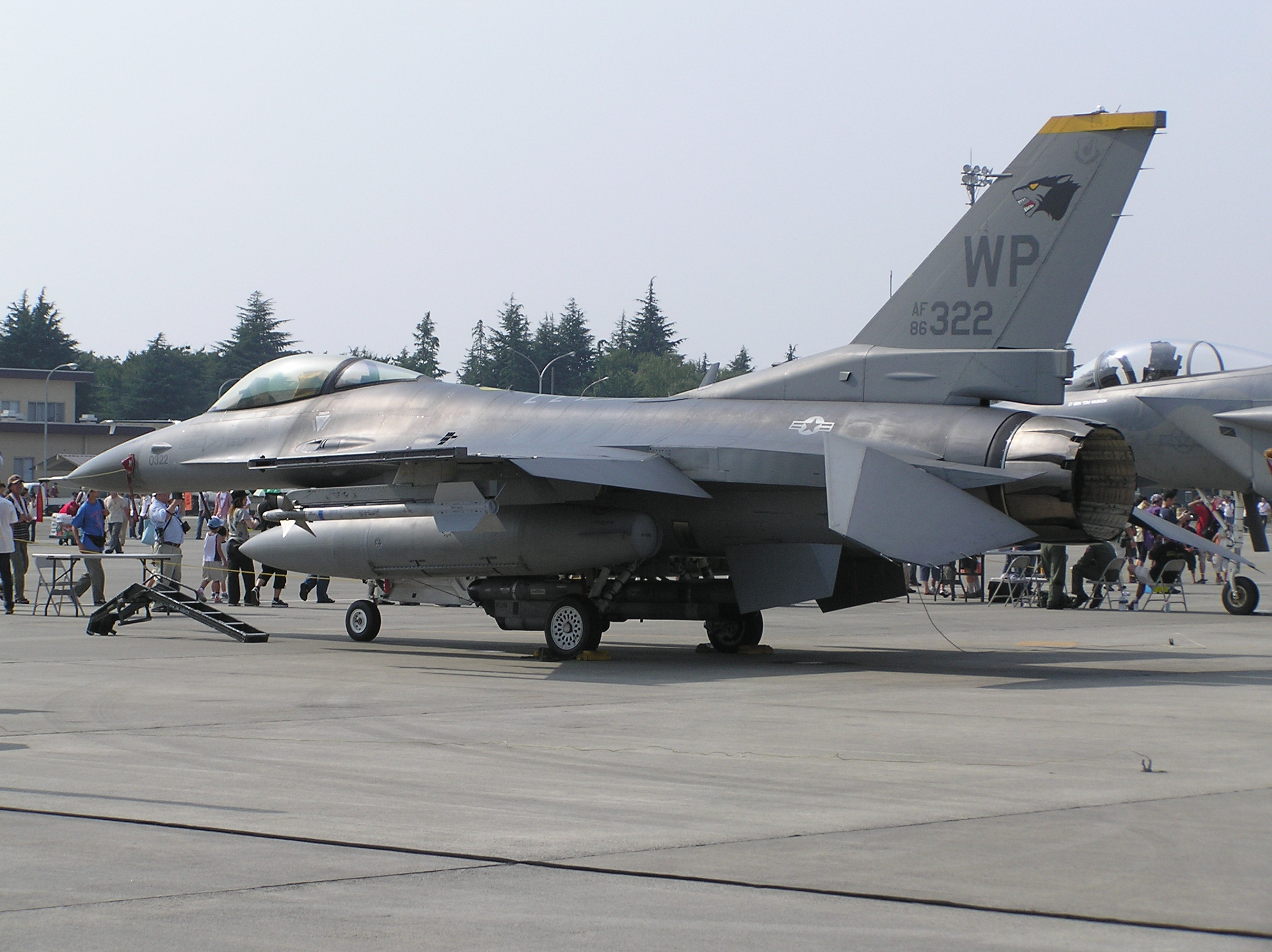
Um caça General Dynamics F-16 Fighting Falcon estacionado em um show aéreo, com os estabilizadores apontados para baixo.

O stabilator, também chamada de cauda totalmente móvel ou all-flying tail, é um estabilizador (aviação) totalmente móvel em uma aeronave. Ele serve para as funções padrões de estabilidade longitudinal, controle e necessidades de forças de manche enquanto as outras funções são realizadas por partes separadas fixas e moveis convencionais. Além de aumento de eficiência em velocidades Mach altas, tais são muito úteis como dispositivo para alterar o equilíbrio da aeronave dentro de amplos limites, e como forma de domínio das forças sobre o manche.
Stabilator é uma palavra-valise de "stabilizer-elevator" em inglês (estabilizador-elevador).

## Aviação geral

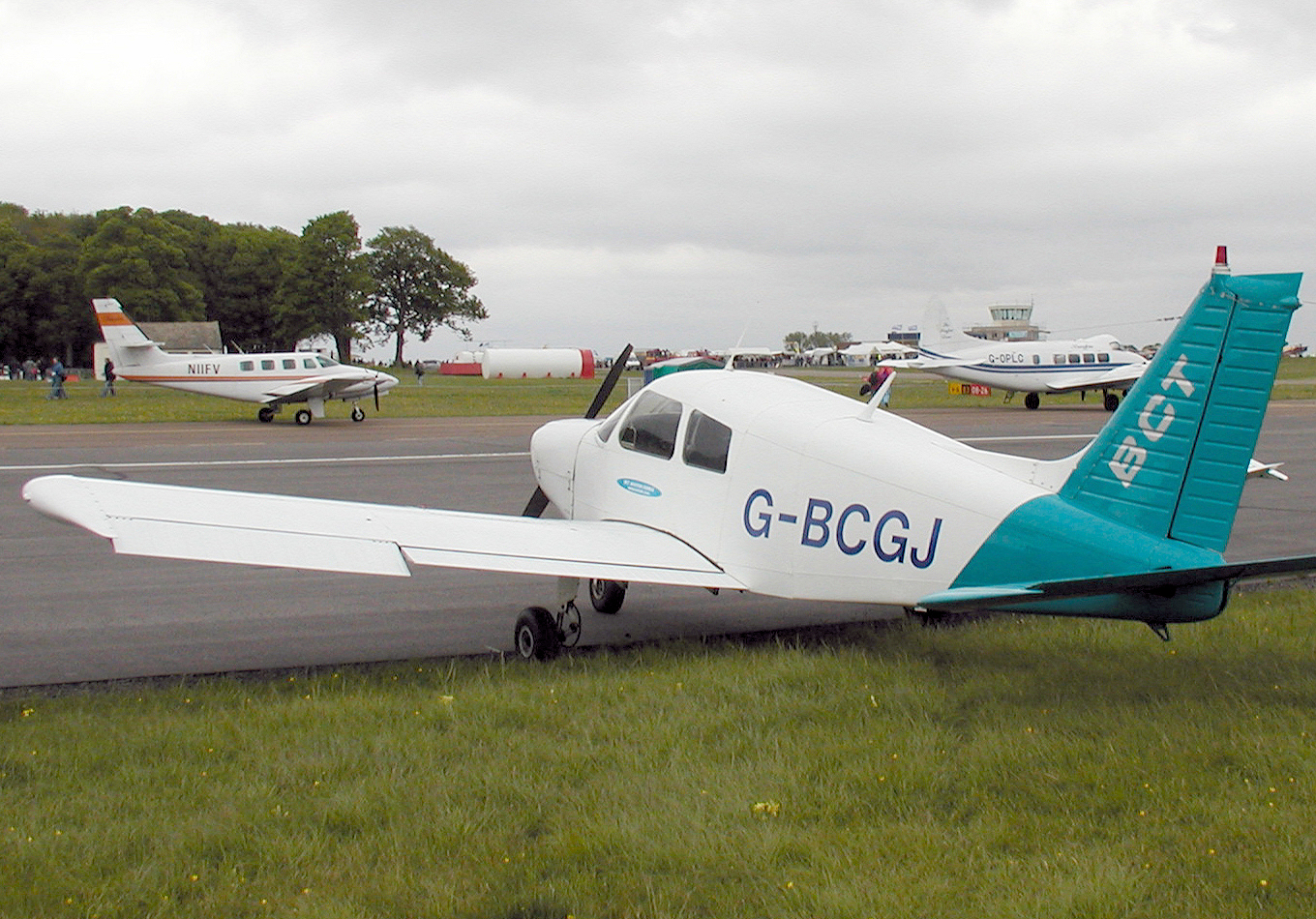
Um Piper Cherokee com stabilator apontado para cima

Devido a relação em mover superfícies de balanço da aeronave, o estabilizador possibilita ao piloto gerar empuxo com menor força de controle de superfície. Devido as altas forças envolvidas no balanceamento de pesos, stabilator são designados como pivô para o centro aerodinâmico. Este é o ponto em que o momento de força é constante independentemente do ângulo de ataque, sendo possível acionar o stabilator sem ação de força pelo do piloto.

## Militar

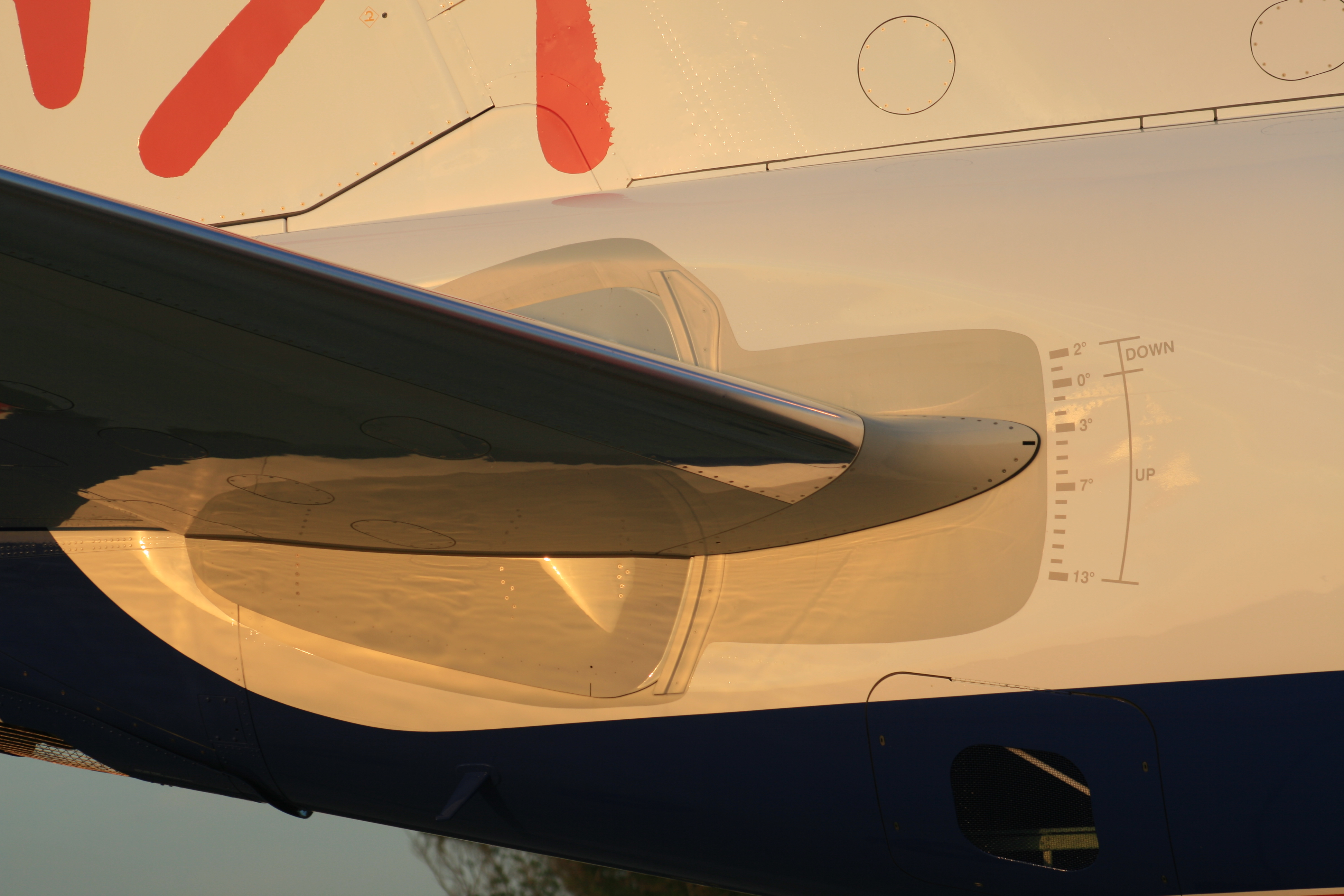
Stabilator ajustável em um Embraer ERJ-170

Stabilitors foram desenvolvidos para ter forças apropriada de superfície de controle durante voo, e a maioria universal para uso em combate. Todos as aeronaves supersônicas que não possuem asa em formato delta usam stabilators devido o problema de choque das superfícies de controle convencionais.
O avião britânico Miles M.52 foi desenhado com stabilators. Mesmo quando o design estava na escala de foguete, sua cauda foi testada em um Miles "Gillette" Falcon. Um projeto contemporâneo norte-americano, o Bell X-1, adaptou a incidência da cauda variável em uma cauda totalmente móvel (baseado no projeto e informações do Miles M.52) e operando com sucesso em 1947. O North American F-86 Sabre, o primeiro caça norte-ameriano que poderia operar em velocidades supersônicas, teve uma cauda convencional com elevadores e estabilizadores horizontais, sendo eventualmente substituído por stabilators posteriormente.
Quando stabilators podem se mover diferentemente para realizar "roll" com funçõesde ailerons, assim como eles fazem em muitos caças modernos. Um canard pode parecer similar a um stabilator, mas não estabiliza a aeronave como a cauda, e pode também ser montado na frente da asa principal em configuração de canard como no (Curtiss-Wright XP-55 Ascender).